# Palgrave Macmillan
Palgrave Macmillan est une maison d'édition universitaire basée à Basingstoke (Hampshire, Royaume-Uni) et implantée à New York, Melbourne, Sydney, Hong Kong, Delhi et Johannesburg. Elle est née en 2000 de la fusion des services de publications universitaires des éditeurs St Martin's Press Scholarly and Reference (USA) et Macmillan Publishers (Royaume-Uni), tous deux détenus par la maison-mère allemande Georg von Holtzbrinck Publishing Group.
D'abord nommée simplement Palgrave jusqu'en 2002, la compagnie prend ensuite le nom complet de Palgrave Macmillan.

## Historique
Le nom de la compagnie vient de la famille Palgrave. L'historien Francis Palgrave, fondateur du Public Record Office, était proche des éditions Macmillan au XIXe siècle, ainsi que ses quatre fils :
- Francis Turner Palgrave fut conseiller privé du futur Premier ministre W. E. Gladstone, avant de créer son Palgrave's Golden Treasury (recueil fameux de poésie anglaise) en 1861[3], ouvrage publié par Macmillan qui fit figure de référence durant plus d'un siècle ;
- Sir Inglis Palgrave était éditeur du Palgrave Dictionary of Political Economy, publié par Macmillan en 1894, 1896 et 1899 et qui inspirera plus tard The New Palgrave: A Dictionary of Economics (1987)[4] ;
- Sir Reginald Palgrave, Clerk of the House of Commons, est l'auteur de History of the House of Commons, publié par Macmillan en 1869 ;
- William Gifford Palgrave était un universitaire spécialiste de la civilisation arabe. Ses écrits narrant ses voyages furent compilés et publiés par Macmillan sous le titre Narrative of a Year's Journey through Central and Eastern Arabia en 1865.

Parmi les diffusions les plus connues de l'éditeur figure The Statesman's Yearbook (145e édition en 2009), œuvre faisant une analyse politique, économique et sociale de la situation de chaque pays du monde.
En 2009, Palgrave Macmillan ouvre une plate-forme de livres numériques nommée « Palgrave Connect » sur laquelle plus de 4 500 ouvrages académiques sont disponibles.

## Distributeur
Palgrave Macmillan assure aussi la distribution de livres pour le compte d'autres éditeurs comme W. H. Freeman, Worth Publishers, Sinauer Associates et University Science Books dans le monde, Berg Publishers et I.B. Tauris aux États-Unis et au Canada, Manchester University Press, Pluto Press et Zed Books aux États-Unis.
Très actif en Australie, il y représente également Macmillan, Nature Publishing Group, Acumen Publishing, Atlas & Co, Bedford-St. Martin's, Cold Spring Harbor Laboratory Press, Continuum International Publishing Group, David Fulton, Gerald Duckworth and Company, W. H. Freeman, Haymarket Books, Henry Holt, I B Taurus, Learning Matters, Lynne Reiner Publishers, Macquarie Library, New Internationalist, The New Press, Ocean Press, Perseus Books Group, Pluto Press, Routledge/Taylor and Francis, Saqi Books, Scion Publishers, Seven Stories Press, Sinauer Associates, Tilde University Press, University Science Books, Verso, Zed Books et d'autres.

## Auteurs
Parmi les principaux auteurs publiés par Palgrave Macmillan figurent :
- Kenneth Roman (en), publicitaire, auteur de The King of Madison Avenue[6] ;
- Anthony Zinni, ancien général des Marines, auteur de Leading the Charge[7] ;
- Andrew Gamble (en), professeur d'études politiques à l'université de Cambridge, auteur de The Spectre at the Feast[8] ;
- Jonathan Bate, critique littéraire et auteur spécialiste de Shakespeare, éditeur de The RSC Shakespeare: The Collected Works[9] ;
- Roger Scruton, écrivain et philosophe, auteur de The Palgrave Macmillan Dictionary of Political Thought[10] ;
- Juan Cole, professeur d'histoire à l'université du Michigan, auteur de Engaging the Muslim World[11].